# Pedro Luiz de Oliveira
Pedro Luis Burmann de Oliveira (ur. 17 lutego 1992 w Porto Alegre do Norte) – brazylijski lekkoatleta specjalizujący się w biegach sprinterskich.
Podczas mistrzostw Ameryki Południowej juniorów w 2011 był członkiem brazylijskiej sztafety 4 x 400 metrów, która zdobyła złoty medal. W 2012 na mistrzostwach ibero-amerykańskich był czwarty w biegu rozstawnym 4 x 400 metrów, a na młodzieżowych mistrzostwach Ameryki Południowej zdobył złoto w biegu na 400 metrów oraz sztafecie 4 x 400 metrów. Podwójny srebrny medalista mistrzostw ibero-amerykańskich (2014). 
Rekord życiowy: bieg na 400 metrów – 45,52 (23 września 2012, São Paulo). 

## Osiągnięcia
| Rok  | Impreza                                     | Miejsce        | Konkurencja                 | Pozycja    | Wynik   |
| ---- | ------------------------------------------- | -------------- | --------------------------- | ---------- | ------- |
| 2011 | Mistrzostwa Ameryki Południowej juniorów    | Medellín       | sztafeta 4 x 400 m          | 1. miejsce | 3:08,35 |
| 2012 | Mistrzostwa ibero-amerykańskie              | Barquisimeto   | sztafeta 4 x 400 m          | 4. miejsce | 3:03,05 |
| 2012 | Młodzieżowe mistrzostwa Ameryki Południowej | São Paulo      | bieg na 400 m               | 1. miejsce | 45,52   |
| 2012 | Młodzieżowe mistrzostwa Ameryki Południowej | São Paulo      | sztafeta 4 x 400 m          | 1. miejsce | 3:07,44 |
| 2013 | Uniwersjada                                 | Kazań          | bieg na 400 m               | 6. miejsce | 45,96   |
| 2014 | Mistrzostwa ibero-amerykańskie              | São Paulo      | bieg na 400 m               | 2. miejsce | 45,73   |
| 2014 | Mistrzostwa ibero-amerykańskie              | São Paulo      | sztafeta 4 × 400 m          | 2. miejsce | 3:02,80 |
| 2015 | Igrzyska panamerykańskie                    | Toronto        | sztafeta 4 × 400 m          | 5. miejsce | 3:01,18 |
| 2015 | Mistrzostwa świata                          | Pekin          | sztafeta 4 × 400 m          | eliminacje | 3:01,05 |
| 2016 | Igrzyska olimpijskie                        | Rio de Janeiro | sztafeta 4 × 400 m          | 8. miejsce | 3:03,28 |
| 2021 | Igrzyska olimpijskie                        | Tokio          | sztafeta mieszana 4 × 400 m | eliminacje | 3:15,89 |